# Juan 13

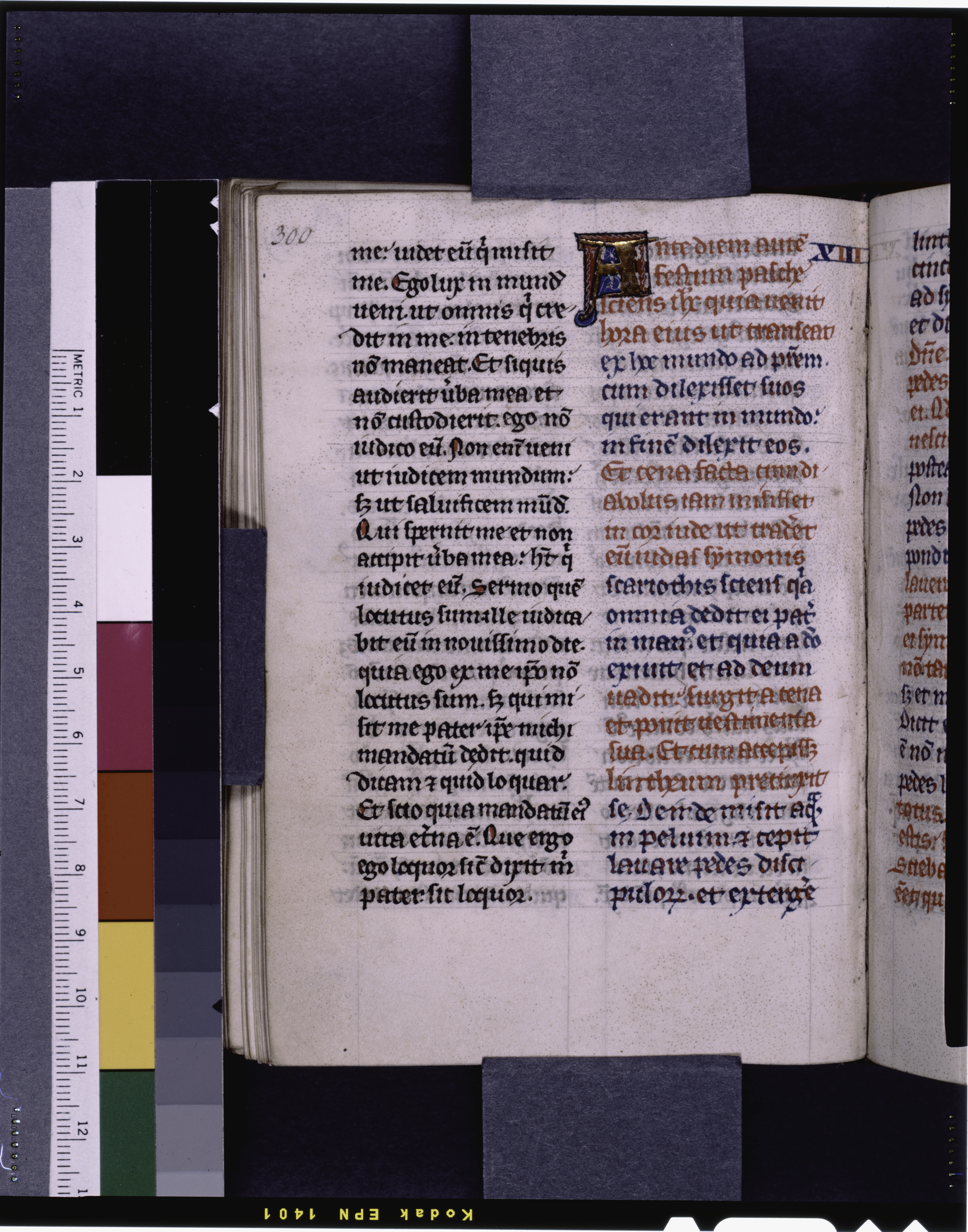
Apertura de Juan XIII con inicial de 2 líneas, escrita con versos que alternan el rojo y el azul. Bibliotheca Swaniana, siglo XIII.

Juan 13 es el decimotercer capítulo del Evangelio de Juan del Nuevo Testamento de la Biblia cristiana. La «segunda mitad», «segundo libro», o «parte final» del Evangelio de Juan comienza con este capítulo. El comentarista bíblico del siglo XIX Alexander Maclaren lo llama «el Santo de los Santos del Nuevo Testamento» y la «parte más sagrada del Nuevo Testamento», ya que comienza el registro de Juan de los acontecimientos de la última noche antes de la crucifixión de Jesucristo, enfatizando el amor de Jesús por sus discípulos, demostrado en el servicio del lavatorio de los pies, y su mandamiento de que se amaran los unos a los otros de la misma manera.  El autor del libro que contiene este capítulo es anónimo, pero la tradición cristiana primitiva afirmó uniformemente que Juan compuso este Evangelio.

## Texto
El texto original fue escrito en griego koiné. Este capítulo está dividido en 38 versículos. Algunos manuscritos tempranos que contienen el texto de este capítulo en griego son:
- Papiro 75 (175-225 d. C.)
- Papiro 66 (~200).
- Codex Vaticanus (325-350)
- Codex Sinaiticus (330-360)
- Codex Bezae (~400)
- Codex Alexandrinus (400-440)
- Codex Ephraemi Rescriptus (~450; versículos 8-38 existentes)
- Papiro 92 (siglo V; se conservan los versículos 15-17)

Un manuscrito antiguo que contiene este capítulo en lengua copta es: 
- Papiro 6 (~350 d. C.; versículos existentes 1-2, 11-12).[7]

## Lugares
Todos los acontecimientos registrados en este capítulo y en los siguientes hasta Juan 17 tuvieron lugar en Jerusalén. No se especifica el lugar concreto, pero Juan 18:1 afirma que después, «Jesús se fue con sus discípulos y cruzó el valle de Cedrón».

## Versículos 1-3: la hora señalada

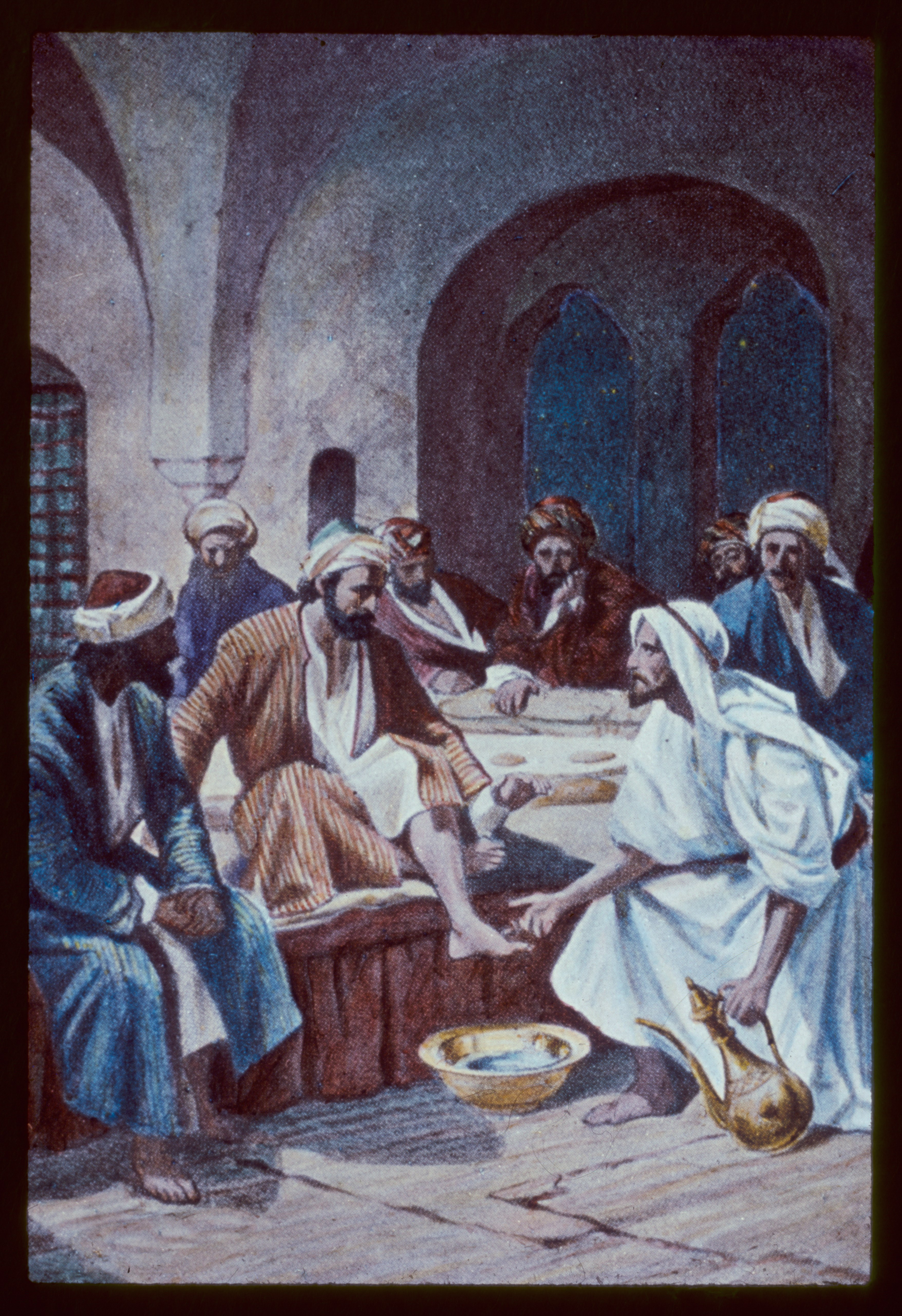
Juan 13:1-10: Jesús, con los doce, participa de la fiesta de la Pascua en un aposento alto, lavando los pies a los discípulos, por William Hole (1846-1917). Colección de fotografías de G. Eric y Edith Matson

## Jesús lava los pies a los discípulos (13:4-17)

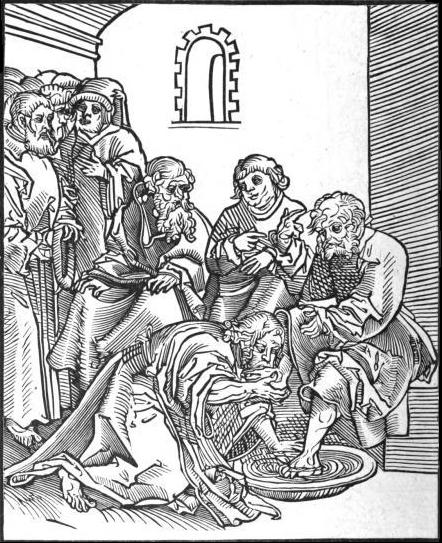
Xilografía de Juan 13:14-17, del Pasionario de Cristo y el Anticristo, de Lucas Cranach el Viejo (1472-1553)